# Alain Cayzac
Alain Cayzac, nacido en Évreux, Eure, el 2 de junio de 1941, es un agente de publicidad francés y fue presidente del club de fútbol París Saint-Germain entre junio de 2006 y abril de 2008.
Licenciado por HEC Paris, Alain Cayzac comenzó su carrera como agente de publicidad en 1969, antes de cofundar en 1972 la agencia RSCG con Bernard Roux, Jacques Séguéla y Jean-Michel Goudard. Se convirtió en presidente en 1984, cargo que mantuvo tras la fusión con Eurocom en 1992. Posteriormente se convirtió en vicepresidente de Havas en 1997. Dejó Havas en 2005.
Miembro del comité de dirección del Paris Saint-Germain desde 1986, se convirtió en accionista minoritario (2%) de 1991 a 2005 y luego en presidente en junio de 2006. Dimitió en abril de 2008 después de que el club sufriera malos resultados, evitando el descenso. en el último día de la temporada de fútbol 2007-2008.